# Breves Notas Históricas
Breves Notas Históricas (em grego: Παραστάσεις σύντομοι χρονικαί; romaniz.: Parastaseis syntomoi chronikai) é um texto bizantino[a] do século VIII ou IX[b] que se concentra em breve comentário conectado à topografia de Constantinopla e seus monumentos, nomeadamente escultura grega clássica, tendo portanto sido utilizado por historiadores de arte, apesar de seu grego intrincado e elíptico, cheio de solecismos, o que tornou a interpretação ambígua.
Embora seja praticamente o único texto secular do período bizantino que precedeu a Renascença macedónica, sobrevivendo em um único manuscrito, seus comentadores modernos não o tem apreciado altamente: Alan Cameron achou-o "tão recheado com tais absurdos de escalonamento e confusões (especialmente quando Constantino está em causa) que raramente vale mesmo tentar explicá-los, muito menos peneirar os poucos grãos de fatos históricos por trás deles". Um avaliador de sua edição moderna até chama-o de "A História Augusta Bizantinista". Classicistas tem sido frustrados em não serem capazes de identificar de forma segura no Parasteseis as grandes esculturas da Antiguidade que haviam sido removidas para Constantinopla por Constantino, o Grande e seus sucessores, e que continuaram a representar continuamente com a tradição clássica pela sua presença proeminente em espaços públicos de Constantinopla.
Fogo e danos o danificaram, mas o suficiente permaneceu para formar o assunto do pequeno panfleto de Nicetas Coniates "Sobre as Estátuas destruídas pelos Latinos", em que Nicetas descreve a destruição das estátuas remanescentes pelos latinos cruzados no Saque de Constantinopla em 1204.
As Breves Notas Histórias são dedicada a um, sem dúvida, "Filocalo" imaginário, o genérico "amante da beleza", é geralmente interpretado como uma espécie de guia turístico de nível mais simples acerca das curiosidades de Constantinopla, na forma dos guias posteriores sobre Roma Mirabilia Urbis Romae e De mirabilibus urbis Romae. Em grego clássico, a descrição de uma obra de arte é uma écfrase, e quando considerado sob essa rubrica, ou comparado com a compilação posterior de notas em Constantinopla chamada Pátria,[c] as Breves Notas Histórias deixam de dar uma descrição objetiva. Em vez disso, ao leitor é oferecido narrativas anedóticas sobre as estátuas, que se tornam foco de lendas e objetos de milagres. "Estátuas foram percebidas tanto no nível intelectual e popular como animado, perigo e talismânico", observa Liz James. Poucas destas histórias foram tão extensas como a narração em primeira pessoa sobre uma estátua de "Maximiano" no teatro de Cinégio, que caiu sobre o companheiro do investigador, matando-o; o narrador, que tinha se refugiado em Hagia Sophia, foi exonerado quando um certo filósofo de nome João encontrou um texto atribuído a Demóstenes que previa que a estátua estava destinada a matar um homem proeminente. O imperador Filípico (r. 711-713) então enterrou a estátua. Tais anedotas não se relacionam diretamente com as motivações imperiais comumente atribuídas para exibição de pilhagem clássica, como manifestações do esplendor imperial do passado, presente e futuro,[d] e pode ser muito sumariamente destituída apenas como exemplo de superstição cristão com relação aos "ídolos".
Liz James reinterpretou o texto como exemplificando a visão bizantina dos daimones que habitavam tais representações figurativas tridimensionais como fontes potenciais de poder, para aqueles cristãos que entendiam como aproveitá-lo. A avaliação objetiva de uma obra de arte era imaterial: o que importava para os escritores bizantinos era o "significado" tendo a estátua atuado meramente como veículo. Com o sentido de "Antiguidade", os bizantinos não distanciavam-se ou sua arte de seus antepassados romanos do leste, e não tinham sentido que suas interpretações do assunto, muitas vezes dando reidentificações cristãs, ou o estilo artístico em que estas representações foram vestidas, se afastasse; por contraste, "percebe-se a distância que separa os bizantinos a partir do significado original de estátuas pagãs", recebendo novas identidades como figuras cristãs ou imperadores. Mais recentemente, Benjamim Anderson argumentou que as Breves Notas Histórias representam uma tentativa por um grupo de aristocratas para reivindicar as estátuas como repositórios do conhecimento secreto sobre o futuro do império, e assim, ganharem vantagem nas suas relações com os imperadores do século VIII.